# Untersalzberg I
Untersalzberg I ist seit dem 1. Januar 1972 ein Gemeindeteil bzw. eine Gnotschaft des Marktes Berchtesgaden im oberbayerischen Landkreis Berchtesgadener Land.

## Geschichte
Vermutlich bereits ab Ende des 14. Jahrhunderts war Untersalzberg I der 3. Gnotschaftsbezirk der „Urgnotschaft“ Berg im Berchtesgadener Land, das ab 1380 das Kernland der Reichsprälatur Berchtesgaden und der später eigenständigen, reichsunmittelbaren Fürstpropstei Berchtesgaden (1559–1803) bildete. Nach drei kurz hintereinander folgenden Herrschaftswechseln wurde 1810 das Berchtesgadener Land mit seinen Gnotschaften dem Königreich Bayern angegliedert und aus Berg ab 1812 die Gemeinde Salzberg, die erst im Zuge der Gebietsreform in Bayern am 1. Januar 1972 ihre Eigenständigkeit verlor und in den Markt Berchtesgaden eingemeindet wurde. Seither ist Untersalzberg I ein Ortsteil bzw. eine Gnotschaft des Marktes Berchtesgaden.

## Baudenkmäler
Eines der Baudenkmäler sind in dieser Gnotschaft die erste und zweite Rösche des König-Ludwig-I-Stollens, die sich als zwei mit Haustein ausgemauerte Tunnel etwa 500 m weit zwischen Untersalzberg I und Resten erhalten haben. Gekennzeichnet mit der Zahl „1844“, sind sie ein Teil des aktiven Salzabbau-Systems in der benachbarten Gnotschaft Untersalzberg II (→ siehe auch: Salzbergwerk Berchtesgaden).